# Olgiate Molgora
Olgiate Molgora – miejscowość i gmina we Włoszech, w regionie Lombardia, w prowincji Lecco.
Według danych na rok 2004 gminę zamieszkiwało 5755 osób, 822,1 os./km².